# Acianthera decipiens
Acianthera decipiens är en orkidéart som först beskrevs av Oakes Ames och Charles Schweinfurth, och fick sitt nu gällande namn av Alec M. Pridgeon och Mark W. Chase. Acianthera decipiens ingår i släktet Acianthera och familjen orkidéer. Inga underarter finns listade i Catalogue of Life.